# 1861 w literaturze
Wydarzenia literackie w 1861 roku.

## Wydarzenia
- Gottfried Keller rozpoczyna pracę jako sekretarz (Erster Staatsschreiber) kantonu Zurych trwającą do roku 1876.

## Nowe książki
- polskie
  - Najnowsza podróż po Danii, Norwegii i Szwecji – Teodor Tripplin
- zagraniczne
  - Wielkie nadzieje (Great Expectations) – Charles Dickens
  - Silas Marner – George Eliot
  - Kwiaty zła (Les fleurs du mal) – Charles Baudelaire (2 edycja)

## Urodzili się
- 7 stycznia – Louise Imogen Guiney, amerykańska poetka (zm. 1920)
- 5 lutego – Lulah Ragsdale, amerykańska powieściopisarka i poetka (zm. 1953)
- 12 lutego – Lou Andreas-Salomé, rosyjska arystokratka, pisarka (zm. 1937)
- 19 marca – Lucien Descaves, francuski pisarz (zm. 1949)
- 15 kwietnia – William Bliss Carman, kanadyjski poeta i publicysta (zm. 1929)
- 7 maja – Rabindranath Tagore, indyjski poeta, prozaik, filozof, i malarz (zm. 1941)
- 8 maja – Jan Szutkiewicz, polski dramatopisarz (zm. 1897)
- 1 czerwca – William Wilfred Campbell, kanadyjski poeta i pastor (zm. 1918)
- 19 czerwca – José Rizal, filipiński pisarz i poeta (zm. 1896)[1]
- 26 lipca – Waża Pszawela, gruziński pisarz (zm. 1915)
- 11 września – Juhani Aho, fiński pisarz (zm. 1921)
- 20 września – Herbert Putnam, amerykański bibliotekarz, dyrektor Biblioteki Kongresu Stanów Zjednoczonych (zm. 1955)
- 10 listopada
  - Édouard Dujardin, francuski pisarz i krytyk literacki (zm. 1949)
  - Amy Levy, poetka angielska (zm. 1889)
- 4 grudnia – Hannes Hafstein, islandzki poeta (zm. 1922)
- 19 grudnia – Italo Svevo, włoski pisarz (zm. 1928)
- 22 grudnia – Zenon Przesmycki, polski, poeta, wydawca, krytyk i tłumacz poezji (zm. 1944)

## Zmarli
- 10 marca – Taras Szewczenko, ukraiński poeta (ur. 1814)
- 29 czerwca – Elizabeth Barrett Browning, angielska poetka (ur. 1806)